# 3600 (číslo)
Tři tisíce šest set je složené přirozené číslo. Římskými číslicemi se zapisuje MMMDC.
Archaickým označením je velekopa, neboli kopa kop (3600 = 60 × 60).
Hodina má 3600 sekund, obdobně jako stupeň má 3600 vteřin.

## Astronomie
- (3600) Archimedes je planetka hlavního pásu, kterou objevila v roce 1978 Ľudmila Vasilievna Žuravľovová